# Pegoplata pictipes
Pegoplata pictipes är en tvåvingeart som först beskrevs av Jacques-Marie-Frangile Bigot 1885.  Pegoplata pictipes ingår i släktet Pegoplata och familjen blomsterflugor. Inga underarter finns listade i Catalogue of Life.